# Adenanthos filifolius
Adenanthos filifolius är en tvåhjärtbladig växtart som beskrevs av George Bentham. Adenanthos filifolius ingår i släktet Adenanthos och familjen Proteaceae. Inga underarter finns listade i Catalogue of Life.